# Achados e Perdidos (romance)
Achados e Perdidos é o segundo romance policial do autor carioca Luiz Alfredo Garcia-Roza, publicado em 1998 pela Companhia das Letras. Neste romance, somos informados que Espinosa prestou concurso para delegado e é transferido para a 12ª DP.

## Enredo
Noite de sexta-feira em Copacabana. Um menino de rua se apodera de uma carteira perdida; uma prostituta aparece morta, asfixiada, em sua própria cama. O delegado Espinosa está atento para um elemento comum aos dois acontecimentos – a figura do ex-delegado Vieira. O velho policial bebe demais, por isso perdeu a carteira. Quando bebe, se esquece de tudo. Nem ele sabe qual foi sua participação – se é que ela houve – na morte de Magali. Um enigma que envolve meninos de rua, uma insinuante mulher sedutora de delegados, matadores de aluguel, policiais corruptos – a escória da sociedade.Neste livro, Vieira, está ao lado do delegado Espinosa a cada novo fato violento, entrega-se aos encantos da insinuante Flor, a prostituta que termina por capturar também Espinosa ao lhe oferecer o corpo perfeito. Do Espinosa de antes, o leitor reconhecerá o constrangimento por falhar na proteção a um sem-nome, um desses meninos que infestam a noite e as ruas de Copacabana. Mas verá que, menos melancólico, ele se tornou também um homem de ação.

## Personagens
- Delegado Espinosa - após prestar o concurso para delegado, o recém-promovido delegado Espinosa é transferido para a 12ª DP, mas continua o homem reservado do tempo da delegacia da praça Mauá, no centro do Rio.
- Vieira - delegado aposentando com quem Espinosa trabalhou na 1ª DP. Embora falasse muito palavrão e tivesse modos grosseiros, Vieira nunca fora um policial violento e não se deixava corromper. É o principal suspeito do assassinato de Magali.
- Magali - uma prostituta, namorada de Vieira. Aparece morta por asfixia em sua própria cama, e seu apartamento não tem sinais de arrombamento.
- Flor - uma prostituta, melhor amiga de Magali. Se torna protegida de Vieira.
- Menino sem-nome - um menino de rua que encontra a carteira perdida de Vieira e acaba se envolvendo nessa perigosa trama.
- Kika - uma jovem pintora que protege o menino sem-nome de uma tentativa de assassinato.

## Desenvolvimento
Garcia-Roza contou em entrevista para a Biblioteca Pública do Paraná, que ele não constrói o crime, que ele apenas deixa a ideia vir. Ele exemplificou que a cena inicial do livro Achados e Perdidos foi elaborada a partir de uma cena que ele presenciou ao sair de um restaurante, em Copacabana. No outro lado da rua, o autor viu um menino dentro de uma caixa de papelão de geladeira e, logo a seguir, ele viu um bêbado saindo do mesmo restaurante, indo na direção da caixa, e esbarrando nela. Nisso, o garoto coloca a cabeça para fora para verificar o que estava acontecendo. Essa é a mesma cena que inicia o romance.

## Adaptação
Achados e Perdidos foi o primeiro livro de Luiz Alfredo Garcia-Roza a receber adaptação para o cinema, em 2006. O filme foi dirigido por José Joffily e protagonizado por Antônio Fagundes. Em 2007, o roteirista Paulo Halm ganhou o Prêmio ABL de Cinema, por melhor roteiro adaptado.